# Allocladius
Allocladius is een muggengeslacht uit de familie van de Dansmuggen (Chironomidae).

## Soorten
- A. arenarius (Strenzke, 1960)
- A. azoricus (Stora, 1945)
- A. bothnicus (Tuiskunen, 1984)
- A. longicrus (Kieffer, 1921)
- A. nanseni (Kieffer, 1926)